# The Legend of Zelda: Breath of the Wild
The Legend of Zelda: Breath of the Wild là trò chơi thuộc thể loại hành động phiêu lưu được phát triển và phát hành bởi Nintendo. Trò chơi là một phần của series The Legend of Zelda, được phát hành trên hệ máy Nintendo Switch và Wii U vào ngày 3 tháng 3 năm 2017. Câu chuyện theo chân Link, người thức tỉnh khỏi một giấc ngủ một trăm năm bởi một giọng nói kì lạ dẫn lối cho cậu đánh bại Calamity Ganon trước khi hắn ta phá hủy vương quốc Hyrule.
Trò chơi thuộc thể loại thế giới mở. Giống như các phiên bản trò chơi trước trong series Legend of Zelda, người chơi được cho một ít hướng dẫn và có thể tự do khám phá. Link có thể thu thập các vật phẩm như quần áo, vũ khí, và thức ăn với nhiều các sử dụng khác nhau. Xuyên suốt thế giới trong trò chơi là những hướng dẫn chỉ đường bởi các NPC để người chơi có thể đi theo. Bên cạnh những nhiệm vụ chính, người chơi có thể giải những nhiệm vụ phụ được cho bởi các NPC, giải những câu đố. Thế giới của Breath of the Wild không theo cấu trúc, cho phép người chơi có thể thử nghiệm và hoàn tất trò chơi theo nhiều cách khác nhau.
Quá trình phát triển Breath of the Wild kéo dài trong 5 năm. Theo như nhà sản xuất Aonuma Eiji, đội làm trò chơi đã mong muốn được sáng tạo lại series trò chơi này, họ đã thảo luận về các yếu tố mới, bao gồm một hệ thống mô phỏng vật lí chi tiết, hình họa video sắc nét, và lồng tiếng. Trò chơi được lên kế hoạch phát hành vào năm 2015 độc quyền trên Wii U, nhưng đã hoãn lại hai lần do một số vấn đề liên quan tới hệ thống mô phỏng vật lí. Breath of the Wild cuối cùng được phát hành trên hệ máy Nintendo Switch và cũng là trò chơi cuối cùng của Nintendo dành cho hệ máy Wii U. Hai bản DLC cũng được phát hành, bao gồm các chế độ chơi và chức năng mới.
Breath of the Wild nhận được sự ủng hộ tích cực trên toàn cầu về lối chơi tự do và chú trọng đến từng chi tiết. Nhiều người đánh giá rằng trò chơi này sẽ là bước đi mới trong thiết kế thế giới mở, mặc dù có một số phản hồi tiêu cực về frame rate và lỗi kĩ thuật khi chơi. Trò chơi này đã giành được nhiều giải thưởng, bao gồm nhiều giải thưởng Trò chơi của năm, và nhận được phản hồi tích cực rằng đây là một trong những trò chơi tuyệt vời nhất mọi thời đại. Đây là phiên bản của series có số lượng bán ra cao nhất, với hơn 8 triệu bản trên hệ máy Switch và hơn 1 triệu bản trên hệ máy Wii U trong vòng một năm.

## Lối chơi

Người chơi tự do khám phá thế giới trong Breath of the Wild bằng nhiều công cụ khác nhau. Ví dụ, bằng cách nhảy một nơi có độ cao phù hợp và sử dụng dù, Link có thể di chuyển rất xa trong thời gian ngắn.

So với những trò chơi trước trong series Legend of Zelda, Breath of the Wild đem đến một thế giới mở hoàn toàn, với độ lớn gấp 12 lần so với thế giới mở trong Twilight Princess, và không hề quan trọng hoá vào lối đi vào hay đi ra một khu vực nào đó. Giống với trò chơi gốc Legend of Zelda, người chơi bắt đầu với một ít hướng dẫn, và có thể tự do khám phá thế giới tuỳ theo tốc độ chơi của mỗi người. Breath of the Wild giới thiệu một hệ thống mô phỏng vật lí vào trong series Zelda với những công thức nhất quán, nhưng cũng cho phép người chơi giải quyết những vấn đề theo nhiều cách khác nhau thay vì một cách giải duy nhất. Trò chơi cũng đưa vào một "hệ thống mô phỏng hoá học", cho phép người chơi có thể tương tác giữa những nguyên tố khác nhau của các đồ vật khác nhau. Nhờ những thiết kế trò chơi như vậy đã tạo nên một tổng thể thế giới không theo cấu trúc và tương tác tốt, cho phép người chơi có thể thử nghiệm và hoàn thành trò chơi theo nhiều cách khác nhau.
Người chơi sẽ vào vai nhân vật Link và khám phá vương quốc Hyrule bằng nhiều hoạt động khác nhau như đi bộ, chạy, leo trèo, bơi, và bay với một chiếc dù lượn, tuy nhiên bị giới hạn bởi thể lực. Khác với những phiên bản trò chơi trước của series Zelda, Link chỉ có thể sử dụng vũ khí giới hạn trong độ bền của chúng, người chơi có thể lấy được những vật phẩm như vũ khí cận chiến, cung và khiên, và chúng sẽ bị vỡ sau khi sử dụng quá nhiều. Nhiều vật phẩm có thể sử dụng nhiều cách khác nhau, ví dụ như vũ khí bằng gỗ hoặc khiên bằng gỗ có thể bắt lửa hoặc có thể thu nhặt lấy cung tên từ kẻ địch, và khiên cũng có thể dùng làm ván lướt. Người chơi có thể nhặt được vô số loại thức ăn và vật liệu, ví dụ như thịt từ săn thú vật, hái hoa quả trên cây, và những bộ phận rơi ra từ quái vật sau khi bị hạ gục. Từ những nguyên liệu nhặt được, bằng nhiều công thức nấu ăn khác nhau, người chơi có thể tạo ra những món ăn và thuốc tiên, có công dụng hồi máu và thể lực cho Link, hoặc tăng chỉ số tấn công, phòng thủ, kháng lại các hiệu ứng bất lợi như sét, lạnh, nóng trong thời gian nhất định tuỳ thuộc vào công thức. Sheikah Slate của Link có thể sử dụng để đánh dấu những điểm trên bản đồ và chụp hình. Vào giai đoạn đầu của trò chơi, rất nhiều năng lực và vũ khí được cài đặt trong chiếc Sheikah Slate, ví dụ như bom kích hoạt từ xa, có hai loại, một loại hình cầu và một loại hình lập phương để có thể sử dụng tuỳ vào điều kiện khác nhau; Magnesis, một loại nam châm, có thể dùng để hút các vật kim loại; Cryonis, dùng để đóng một khối băng từ mặt nước; và Stasis, dùng để ngưng đọng một vật thể hoặc kẻ thù trong một thời gian nhất định, cho phép người chơi dồn động lực vào vật thể đó rồi nhả toàn bộ lực ra khi hết thời gian ngưng đọng. Trong chiến đấu, người chơi có thể khoá mục tiêu để có thể tấn công chính xác hơn, trong lúc đó, có những hợp tổ nút khác cho phép sử dụng các đòn tấn công và phòng thủ nâng cao như né, tấn công bất ngờ, tấn công lén... Người chơi có thể tiêu diệt quái vật và địch bằng nhiều cách khác nhau, thậm chí không cần dùng tới vũ khí, ví dụ như đẩy hòn đá trên núi lăn xuống hang của quái vật.
Kích hoạt các toà tháp và đền thờ cho phép người chơi có thể dịch chuyển đến điểm đó trên bản đồ bất cứ lúc nào. Kích hoạt các toà tháp sẽ mở rộng bản đồ cho người chơi, tuy nhiên tên của các địa danh không xuất hiện cho tới khi người chơi khám phá ra khu vực đó. Đền thờ gần như hoàn toàn thay thế các phụ bản truyền thống của series, thay vào đó là những trò chơi giải đố và chiến đấu với các cỗ máy robot. Sau khi hoàn thành được nhiệm vụ trong đền thờ, người chơi sẽ nhận được những viên Đá Linh Hồn, có thể dùng để đổi tăng thêm thanh máu và thể lực ở cái tượng Nữ thần. Bên cạnh đó, rộng khắp trên vương quốc Hyrule là vô số những câu đố nhỏ để tìm ra được chỗ ẩn nấp của Korok; giải được câu đố sẽ nhận được hạt Korok, có thể dùng để mở rộng kho đồ chứa vũ khí, khiên và cung. Người chơi có thể gặp những nhà du hành NPC để nhận những nhiệm vụ phụ, gợi ý hoặc những đoạn hội thoại. Thời tiết cũng có tác động đến trò chơi và thay đổi thường xuyên. Ví dụ, nhiệt độ sẽ hạ thấp khi lên cao và sẽ trừ máu của Link nếu cậu không mặc quần áo giữ ấm hoặc ăn những món có tác dụng chống lạnh, tuy nhiên, người chơi có thể lợi dụng những hiệu ứng thời tiết bằng cách ném những vật bằng kim loại vào kẻ địch để thu lôi khi trời có sét.
Người chơi sở hữu những tượng Amiibo có thể quét chúng để nhận được những vật phẩm hoặc triệu hồi con ngựa huyền thoại Epona của Link trong những trò chơi trước trong series Zelda và con sói Wolf Link từ trò chơi Twilight Princess.

## Cốt truyện
Breath of the Wild đem đến một thế giới mà ở đó vương quốc Hyrule đang chống lại thế lực quỷ ác, Calamity Ganon. Mỗi lần Ganon nổi lên tấn công thì hắn luôn bị đánh bại bởi Công chúa Zelda, người nhận được sức mạnh từ nữ thần Hylia cùng sự giúp sức của hiệp sĩ của mình. Qua một thời gian dài, vương quốc Hyrule đã có thể dựng lên một nền văn minh tiên tiến. Bằng cách sử dụng công nghệ kĩ thuật, họ quyết định sẽ tự mình phòng bị để chống lại sự trở lại của Ganon bằng cách tạo ra những bốn cỗ máy khổng lồ có hình dạng giống động vật, được gọi là Divine Beast, cùng một lực lượng các vũ khí kĩ thuật tự động khác, được gọi là Guardian. Bốn hiệp sĩ mạnh nhất được trao cho danh hiệu anh hùng và mỗi người điều khiển một Divine Beast để tấn công và làm suy yếu Ganon, trong khi công chúa và hiệp sĩ của cô sử dụng các Guardian để phòng vệ, và anh hạ Ganon bằng cây kiếm huyền thoại Master Sword, để công chúa có đủ khả năng phong ấn Ganon.
10.000 năm sau, vương quốc Hyrule đánh mất công trình kĩ thuật to lớn và đã quay về lại thời kì trung cổ. Sau khi đọc được lời tiên tri của đời trước để lại, họ nhận ra dấu hiệu quay trở lại của Ganon và khôi phục lại các Divine Beast và Guardian sau khi khai quật rộng khắp vương quốc. Các anh hùng đa chủng tộc của Hyrule gồm: Daruk, chiến binh của miền núi Goron, Mipha, công chúa của miền nước Zora, Revali, cung thủ thiện xạ nhất trong loài chim Rito, và Urbosa, nữ trưởng tộc ở miền sa mạc Gerudo—cùng hợp sức để điều khiển Divine Beast, trong khi công chúa Zelda và Link, chàng hiệp sĩ được phong tước của cô, cùng cố gắng ngăn chặn thế lực quỷ dữ bằng chiến thuật của những thế hệ cổ đại đi trước. Tuy nhiên, Ganon đã trở lại từ ngay dưới lâu đài Hyrule và cướp lấy quyền điều khiển các Guardian và Divine Beast, khiến chúng chống lại vương quốc Hyrule. Tai ương "Great Calamity" đã diễn ra khiến vua, các anh hùng và tất cả mọi người ở trong lâu đài bị giết chết, thành phố của lâu đài bị phá huỷ và Link bị thương nặng khi đang bảo vệ cho công chúa, đành bỏ mặc vương quốc bị phá huỷ. Zelda còn sống sót, và sau khi đưa Link đến chỗ an toàn và phong ấn cây kiếm Master Sword, cô một mình đối đầu với Ganon, sử dụng phép thuật của mình để phong ấn hắn lại bên trong những bức tường thành.
100 năm sau, tại Shrine of Resurrection, một giọng nói đánh thức Link tỉnh dậy, tuy nhiên cậu không còn nhớ chuyện quá khứ 100 năm trước. Giọng nói của một người con gái bí ẩn đã dẫn cậu tới vương quốc Hyrule đổ nát, nơi cậu gặp một ông già, người sau khi giúp Link làm quen lại với thế giới đổ nát này, đã cho biết thân phận mình là vua Rhoam, vị vua cuối cùng của vương quốc Hyrule. Vua Rhoam đã giải thích với Link rằng Ganon đã bị phong ấn trong toà lâu đài Hyrule đã 100 năm, nhưng Ganon vẫn tiếp tục tăng sức mạnh, và ông mong muốn Link hãy đánh bại Ganon trước khi hắn phá vỡ phong ấn và phá huỷ cả thế giới.
Link đến địa điểm của từng Divine Beast, tìm lại kí ức của bốn người anh hùng đã hi sinh và linh hồn của họ chỉ dẫn cậu kích hoạt máy móc bên trong Divine Beast để gọi dậy con quái vật mà Ganon đã tạo ra để giành quyền kiểm soát Divine Beast. Sau khi hạ được con quái vật ở mỗi Divine Beast, linh hồn của các anh hùng sẽ xuất hiện và trao cho Link sức mạnh của họ để cậu có thể sử dụng, và họ sẽ sẵn sàng tấn công Ganon ngay khi Link tiến vào lâu đài Hyrule để đối đầu với Ganon. Trong khi Link du ngoạn khắp thế giới, cậu cũng sẽ đi ngang qua những địa danh mà cậu và Zelda đã cùng đến trong quá khứ, dần dần sẽ gợi lại kí ức cũ của cậu. Sau khi nhận được Master Sword trong khu rừng Lost Woods, Link đánh bại Ganon với sự giúp đỡ từ các Divine Beast, nhưng Ganon thức tỉnh và biến thành hình dạng thật sự: một con quái thú khổng lồ ngập chứa thù hận và ác tâm, được gọi là Dark Beast Ganon. Zelda đưa Link cung ánh sáng Bow of Light để đánh bại Ganon và Zelda đã tiêu diệt hắn bằng lượng sức mạnh cuối cùng, khôi phục lại nền hoà bình cho vương quốc Hyrule và cuối cùng cũng có thể để linh hồn của vua Rhoam và các anh hùng yên nghỉ. Trong cảnh cuối trò chơi, Zelda, khi nhận ra rằng Ganon đã thực sự ra đi, cô nghĩ rằng vương quốc Hyrule cần tái xây dựng và cô cùng với Link sẽ bắt đầu cuộc hành trình mới của riêng hai người họ. Nếu người chơi hoàn thành được một số nhiệm vụ nhất định, trò chơi sẽ mở ra thêm một đoạn kết ẩn.

## Quá trình phát triển

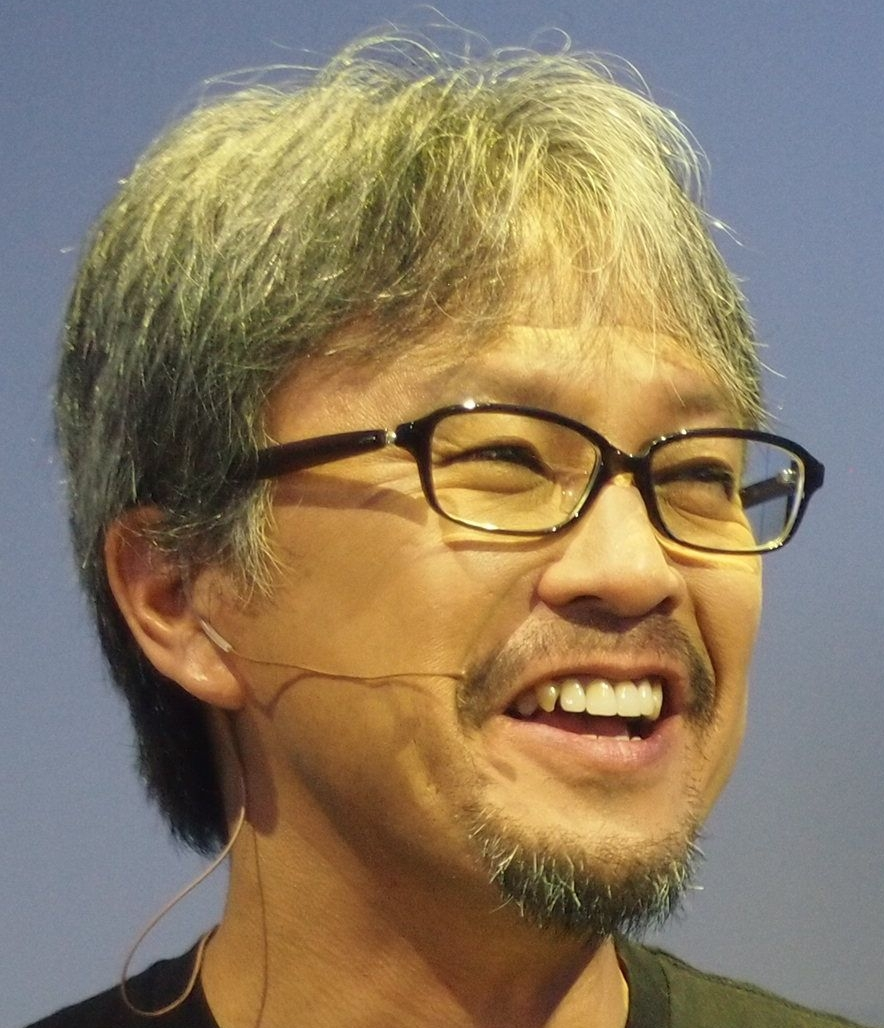
Với Breath of the Wild, nhà sản xuất của series trò chơi Zelda, ông Aonuma Eiji kiếm tìm cách để tái thiết những quy tắc của trò chơi này.

Theo nhà sản xuất của series trò chơi The Legend of Zelda, ông Aonuma Eiji nói rằng, đội ngũ phát triển trò chơi nhắm đến mục tiêu "tái thiết những quy tắc trong Zelda". Nintendo đã từng thử nghiệm lối chơi không theo cấu trúc, thế giới mở trong The Legend of Zelda: A Link Between Worlds (2013), gợi lại phiên bản gốc của Legend of Zelda. Tại sự kiện Electronic Entertainment Expo vào năm 2014, Aonuma nói rằng ông đã lên kế hoạch tái cấu trúc lại các phụ bản và câu đố - là hai yếu tố tạo nên lối chơi của trò chơi. Cốt truyện được thiết kế để cho phép người chơi có thể đi tới kết truyện mà không cần phải làm theo từng bước. Vì trước giờ Nintendo chưa từng làm một trò chơi thế giới mở hiện đại, nên họ đã lấy cảm hứng từ quá trình phát triển của The Elder Scrolls V: Skyrim.
Trước khi bắt đầu vào quá trình phát triển toàn phần, đội ngũ lập trình đã thiết kế một phiên bản nguyên mẫu 2D giống phiên bản trò chơi gốc Zelda để thử nghiệm các câu đố dựa trên vật lí. Trò chơi cuối cùng sử dụng phiên bản tinh chỉnh của phần mềm mô phỏng vật lí Havok. Tại Hội nghị Game Developers năm 2017, Fujibayashi, chỉ đạo kĩ thuật Dohta Takuhiro, và chỉ đạo nghệ thuật Takizawa Satoru đã có một bài giới thiệu với tiêu đề "Thay đổi và Kiên định – Phá vỡ quy tắc với The Legend of Zelda: Breath of the Wild", và họ cũng giới thiệu phiên bản nguyên mẫu 2D. Aonuma cho rằng hệ thống mô phỏng vật lí trong Breath of the Wild là một bước đột phá trong series Zelda, nói rằng nó "làm trụ cột cho tất cả mọi thứ trong thế giới và làm cho mọi thứ hoạt động theo "một cách lô-gíc và thực tế", cho phép người chơi có thể giải quyết những câu đố và vấn đề đặt ra theo nhiều cách khác nhau. Ông mô tả chi tiết độ khó trong việc phát triển hệ thống này, kể lại chuyện một lần trong lúc phát triển, ông đi vào một khu vực trong trò chơi và nhận ra rằng toàn bộ đồ vật ở khu vực đó đã bị gió thổi bay đi mất.
Aonuma Eiji, nhà sản xuất
Trò chơi được xây dựng và biểu thị bằng những chức năng chạm màn hình dành cho Wii U, nhưng đội phát triển nhận ra rằng việc đó có thể làm người chơi bị mất tập trung vào trò chơi. Chức năng đó đã bị bỏ đi khi trò chơi đi đến giai đoạn phát triển xuyên suốt cho Wii U và Nintendo Switch. Wii U GamePad cũng tác động đến hoạt hoạ, also affected animation; dù Link thuận tay trái, nhưng cậu sử dụng tay phải trong trò chơi để phù hợp với cách sắp xếp nút điều khiển của Gamepad với nút vung kiếm nằm ở phía bên phải. Phiên bản trên Switch hoạt động tốt hơn trên Wii U khi dù kết nối với TV, hay ngắt kết nối thì đều có thể chạy trên cùng độ phân giải. Phiên bản trên Switch cũng có chất lượng âm thanh môi trường tốt hơn. Aonuma khẳng định rằng đội ngũ thiết kế đồ hoạ lấy cảm hứng từ phong cách đồ hoạ gouache và en plein air để đồng nhất hoá cả thế giới. Các phong cảnh trong trò chơi được dựa trên những địa điểm có thật ở trong và ngoài tỉnh Kyoto, quê hương của đạo diễn trò chơi Fujibayashi Hidemaro, và một phần được thiết kế bởi Monolith Soft là đội ngũ hỗ trợ thiết kế các tầng địa hình.
Aonuma Eiji, nhà sản xuất
Breath of the Wild là trò chơi đầu tiên trong series Zelda được sử dụng lồng tiếng trong các cảnh cắt, tuy nhiên Link vẫn là nhân vật chính không lời thoại. Aonuma đã ấn tượng bởi lần đầu ông được nghe giọng nói của các nhân vật trong trò chơi, và cũng mong muốn để lại cảm xúc tương tự cho người chơi. Đội ngũ phát triển đã quyết định thu âm giọng nói cho tất cả các cảnh cắt thay vì chỉ cho những cảnh cắt chính như kế hoạch ban đầu. Nintendo hỗ trợ lồng tiếng và phụ đề cho 8 ngôn ngữ khác nhau. Ban đầu, người chơi không thể đan xen giữa ngôn ngữ lồng tiếng và phụ đề khác nhau; tuy nhiên, Nintendo phát hành bản cập nhật tháng 5 năm 2017 để người chơi có thể chọn ngôn ngữ lồng tiếng khác với phụ đề. Sau khi phát triển trong thời gian 5 năm, Breath of the Wild đã sẵn sàng phát hành vào ngày 3 tháng 2 năm 2017, với việc Nintendo đã tổ chức một sự kiện để chúc mừng. Cùng ngày với sự kiện phát hành trò chơi ở Đài Loan và Hàn Quốc vào đầu năm 2018, Nintendo đã giới thiệu bản vá được phát hành toàn cầu, với nội dung là thêm vào ngôn ngữ tiếng Trung phồn thể, giản thể và tiếng Hàn.
Những bản nhạc gốc được sáng tác bởi một đội ngũ nhạc sĩ bao gồm Kataoka Manaka, Iwata Yasuaki, và Wakai Hajime. Kataoka và Wakai đã từng sáng tác cho series này với Spirit Tracks và Wind Waker, trong khi Iwata là người mới lần đầu tham gia sáng tác cho series này. Những bản nhạc ban đầu được viết và thể hiện trên đàn dương cầm, tập trung sáng tác nhạc ambient thay cho nhạc du dương và nhạc nhẹ trong các trò chơi trước của series Zelda. Theo như Wakai, việc này giúp thêm phần "thực" cho môi trường và cảnh của trò chơi, và được xem là một thử thách cho phần còn lại của đội ngũ âm thanh.

## Quảng bá và phát hành
Aonuma thông báo về trò chơi mới cho hệ máy Wii U của Nintedo vào tháng 1 năm 2013 trong sự kiện giới thiệu trực tuyến thường xuyên Nintendo Direct. Ông nói rằng, trò chơi này sẽ là thử thách cho những quy tắc của series này, ví dụ như những yêu cầu mà người chơi phải hoàn thành phụ bản theo một thứ tự nhất định. Trong năm tiếp theo, Nintendo giới thiệu và phong cách đồ hoạ với cảnh cắt có độ phân giải cao, đồ bóng cel của trò chơi với một đoạn giới thiệu ngắn trong lần họp báo tại sự kiện  Electronic Entertainment Expo 2014 (E3). Ban đầu trò chơi được dự kiến ra mắt vào năm 2015, nhưng phải thông báo hoãn lại vào đầu năm và không xuất hiện trong sự kiện E3 năm đó. Nhà sáng lập của series trò chơi Zelda Miyamoto Shigeru đảm bảo rằng trò chơi vẫn sẽ được phát hành trên hệ máy Wii U, mặc dù các thông tin về hệ máy được phát triển là Nintendo Switch. Tháng 4 năm 2016, trò chơi tiếp tục bị hoãn lại do một số lỗi liên quan tới hệ thống mô phỏng vật lí. Với ngày phát hành mới vào năm 2017, trò chơi sẽ được chạy trên cả hai hệ máy Wii U và Switch vào ngày 3 tháng 3 năm 2017. Nintendo cho phép người tới tham dự sự kiện E3 2016 được chơi thử trò chơi phiên bản trên hệ máy Wii U. Cũng tại E3 2016, Nintendo công bố tựa đề cho trò chơi là Breath of the Wild.
Tại buổi ra mắt Nintendo Switch vào tháng 1 năm 2017, Nintendo chiếu một đoạn phim giới thiệu cho trò chơi sẽ được ra mắt trên hệ máy Switch. Phiên bản trên hệ máy Switch của trò chơi còn phát hành phiên bản giới hạn đặc biệt Special Edition và Master Edition, trong đó bao gồm một đồng xu hình Sheikah Eye, một thảm thêu hình Calamity Ganon và một bản đồ thế giới, một đĩa CD soundtrack, và một hộp đựng máy Switch. Phiên bản Master Edition còn bao gồm cả một bức tượng tạo hình cây kiếm huyền thoại Master Sword. Một phiên bản Explorer's Edition của trò chơi được phát hành cho hệ máy Switch vào ngày 23 tháng 11 năm 2017, bao gồm một bản đồ hai mặt và một cuốn sách 100 trang về nội dung cốt truyện. Fils-Aimé tuyên bố rằng đây sẽ là trò chơi cuối cùng do Nintendo phát triển được phát hành trên hệ máy Wii U. Tại Châu Âu, trò chơi sử dụng hình ảnh minh hoạ riêng cho bìa trò chơi. Một bộ năm đĩa, bao gồm 211 bản nhạc được phát hành tại Nhật Bản vào ngày 25 tháng 4 năm 2018.

### Nội dung có thể tải về
Một gói Season pass bao gồm hai gói nội dung có thể tải về (DLC) với tựa đề: The Master Trials và The Champions' Ballad được phát hành. Gói The Master Trials được phát hành vào ngày 30 tháng 6 năm 2017, và có thêm chế độ chơi mới, những chức năng và vật phẩm mới. Trong chế độ chơi thử thách Trial of the Sword, Link bắt đầu thử thách mà không có vật phẩm gì và không được lưu trò chơi trong lúc nhận thử thách và chiến thắng ở mỗi phòng sẽ giúp Link nhận được thêm vật phẩm. Link phải chiến đấu qua tổng cộng 45 phòng có kẻ thù và phải chiến thắng mỗi phòng đến qua phòng kế tiếp. 45 phòng được chia làm 3 cấp độ, từ dễ đến khó, mỗi cấp độ bao gồm 15 phòng. Hoàn thành mỗi cấp độ thử thách, cây kiếm Master Sword sẽ phát sáng và nâng cấp độ bền và gấp đôi chỉ số tấn công. Gói mở rộng thêm chế độ chơi khó hơn, trong đó kẻ thù được nâng thêm cấp độ. Kẻ thù sẽ dễ phát hiện ra Link hơn khi Link lén tới gần và kẻ thù có khả năng hồi lại máu. Chế độ The Hero's Path lưu lại  bản đồ hành trình di chuyển của người chơi, được thiết kế để giúp người chơi có thể biết được mình đã chưa tới địa điểm nào. Người chơi cũng có thể tìm thấy một điểm di chuyển tức thời Travel Medallion, cho phép người chơi có thể đặt điểm di chuyển đó ở khắp mọi nơi trên bản đồ và di chuyển tức thời tới điểm đó. Những vật phẩm mới bao gồm mặt nạ Korok, nó giúp người chơi tìm được những địa điểm của Korok, và những bộ quần áo khác được lấy cảm hứng từ các phiên bản trước của trò chơi Zelda.
Bản mở rộng The Champions' Ballad được phát hành vào ngày 7 tháng 12 năm 2017, với một đoạn quảng cáo được giới thiệu tại sự kiện trao giải The Game Awards 2017. Bản mở rộng thêm những phụ bản mới, cốt truyện chính, trang phục, và một số thử thách cho trò chơi. Bản mở rộng cũng thêm vào Master Cycle Zero, một thiết bị di chuyển giống xe mô-tô, đây là phần thưởng sau khi Link hoàn tất những thử thách mới trong bản mở rộng.

## Đón nhận
Sau ngày phát hành, Breath of the Wild nhận được phản hồi rất tích cực, liên tục được đánh giá là một siêu phẩm và là một trong những trò chơi điện tử hay nhất mọi thời đại. Trên trang tổng hợp đánh giá Metacritic, Breath of the Wild là trò chơi có điểm đánh giá cao nhất năm 2017 và là trò chơi nhận được số lượng bài đánh giá với điểm số tối đa nhiều nhất trong mọi thời đại. Các nhà xuất bản trong ngành công nghiệp trò chơi bao gồm IGN, GameSpot, Polygon, Entertainment Weekly, Eurogamer, Electronic Gaming Monthly, GamesRadar+, và Game Informer xếp hạng Breath of the Wild là trò chơi xuất sắc nhất năm 2017. Đây là trò chơi thứ 29 nhận được điểm số tuyệt đối 10/10 từ trang Edge và là trò chơi thứ 24 nhận được điểm số tuyệt đối 40/40 từ trang Famitsu.
Lối chơi thế giới mở nhận được phản hồi tích cực. Jose Otero từ trang IGN miêu tả trò chơi "một đẳng cấp lão luyện trong thiết kế thế giới mở", và "một hộp cát tuyệt vời chứa đựng đầy ắp bí ẩn, hàng nghìn hàng vạn thứ trêu ngươi ngay trước mắt sẽ khêu gợi bạn hãy khám phá chúng đi.". GameSpot cho rằng đây là trò chơi ấn tượng nhất từ trước tới giờ mà Nintendo đã làm ra được, viết rằng "sử dụng thiết kế và cơ chế hoàn hảo trong những trò chơi khác và tái sử dụng chúng cho mục đích riêng để tạo nên những thứ hoàn toàn mới mẻ, song vẫn tạo được một cảm giác những gì tinh tuý nhất từ những trò chơi Zelda trước đó ... Trò chơi tạo cảm giác cho người chơi trở lại vùng đất quen thộc song cũng vừa là lãnh thổ chưa được khám phá, và nó vượt khỏi mong đợi của cả hai cảm giác đó." Edge viết rằng, thế giới của trò chơi là "một niềm vui thích trọn vẹn và không ngớt khi được lạc vào" và "phép màu của việc được nhận tất cả mọi dụng cụ cần thiết trong giai đoạn đầu trò chơi làm người chơi hiểu rằng giải pháp cho mọi vẫn đề luôn có sẵn tuỳ ý sử dụng, và bạn luôn luôn có thể thay đổi chiến thuật".
Theo Kyle Orland trên trang Ars Technica cho rằng "sau khi dành một tuần đắm chìm hoàn toàn vào trong thế giới mở đã được làm mới từ công thức chuẩn mực cũ của dòng trò chơi Zelda của Nintendo, thật khó để trở lại lối chơi theo công thức trong những trò chơi trước đây của dòng trò chơi này.". Các nhà báo đã bình luận về kết quả ngoài sự mong đợi của nhà phát triển, với những khoảnh khắc quan trọng mang tính may rủi đã chứng tỏ sự nổi tiếng trên mạng xã hội. Chris Plante trên trang báo The Verge đã dự đoán rằng trong khi những trò thế giới mở khác hướng tới những thử thách mang tính bắt buộc, riêng Zelda đã mang đến một thế hệ của trò chơi thế giới mở mang tính giải quyết vấn đề vô vàn cách khác nhau.
Những người đánh giá tán dương sự chi tiết và chiều sâu của trò chơi. Kotaku giới thiệu việc ẩn những yếu tố thời tiết trên giao diện người dùng đã chú trọng cho việc những tín hiệu gián tiếp có thể thông báo cùng một nguồn thông tin, như việc Link run trong trời lạnh hoặc lộ trình xuất hiện khi phóng xa tầm nhìn. Những người đánh giá cũng bình luận về sự tương tác ngoài mong đợi giữa Link với dân làng, động vật và kẻ thù,, rất nhiều chi tiết đó đã được chia sẻ rộng rãi trên mạng xã hội. Trong trò chơi có những chi tiết tưởng nhớ cựu chủ tịch của tập đoàn Nintendo Iwata Satoru, người đã mất trong quá trình phát triển trò chơi, cũng thu hút sự quan tâm của cộng đồng.
Sterling Jim là người chỉ trích nhiều nhất, cho Breath of the Wild số điểm 7/10. Ông chỉ trích về độ khó, độ bền của các loại vũ khí và thiết kế các tầng trò chơi, nhưng cũng phải tán dương thế giới mở và nội dung chi tiết của trò chơi. Một số chỉ trích khác tập trung vào việc frame rate không ổn định và độ phân giải thấp, chỉ ở 900p; những bản cập nhật đã tập trung giải quyết những vấn đề này.

### Doanh thu
Breath of the Wild phá vỡ kỉ lục doanh thu của Nintendo tại nhiều quốc gia. Tại Nhật Bản, phiên bản trên hệ máy Switch và Wii U bán được tổng cộng 230 nghìn bản trong tuần đầu phát hành, riêng phiên bản trên hệ máy Switch là trò chơi bán chạy nhất trong tuần đó. Tại Anh, Breath of the Wild là trò chơi bán chạy thứ hai trong tuần đầu phát hành sau Horizon Zero Dawn, và trở thành trò chơi thứ ba trong dòng trò chơi Zelda bán chạy nhất sau Wind Waker và Twilight Princess. Tại Mỹ, Breath of the Wild là trò chơi bán chạy thứ hai sau Tom Clancy's Ghost Recon Wildlands. Nintendo báo cáo rằng Breath of the Wild bán được hơn 1 triệu bản tại Mỹ trong tháng đó, trong đó 925 nghìn bản trên hệ máy Switch, một chỉ số dẫn theo đạt 100%. Trong tháng đó, Nintendo báo cáo đã bán được 3,84 triệu bản Breath of the Wild trên toàn cầu, 1,08 triệu bản trên hệ máy Wii U và 2,76 triệu bản trên hệ máy Switch, vượt qua số lượng bán ra trên toàn cầu của máy Switch là 2,74 triệu máy trong cùng một thời gian. Chủ tịch của Nintendo, ông Kimishima Tatsumi nói rằng chỉ số dẫn theo của Breath of the Wild và máy Switch là "chưa từng thấy". Đến tháng 6 năm 2018, phiên bản của trò chơi trên hệ máy Switch đã bán được 9,32  triệu bản, và 1,5  triệu bản trên hệ máy Wii U, với tổng cộng expr: 10,82 triệu bản được bán ra, Breath of the Wild trở thành trò chơi được bán chạy nhất trong dòng trò chơi Zelda.
Sự thành công của trò chơi đã khơi dậy hứng thú cho các nhà phát triển phần mềm Cemu giả lập hệ máy Wii U cập nhật phiên bản mới nhất để có thể chạy được trò chơi với frame rate mượt trong những tuần đầu phát hành trò chơi.

### Giải thưởng và đề cử
| Giải thưởng                                                | Ngày trao thưởng  | Hạng mục                                                 | Kết quả   | Nguồn           |
| ---------------------------------------------------------- | ----------------- | -------------------------------------------------------- | --------- | --------------- |
| Giải thưởng Game Critics Awards                            | 5 tháng 7, 2016   | Trò chơi hành động/khám phá xuất sắc nhất                | Đoạt giải | [ 145 ]         |
| Giải thưởng Game Critics Awards                            | 5 tháng 7, 2016   | Trò chơi trên hệ máy console xuất sắc nhất               | Đoạt giải | [ 145 ]         |
| Giải thưởng Game Critics Awards                            | 5 tháng 7, 2016   | Trò chơi xuất sắc nhất                                   | Đoạt giải | [ 145 ]         |
| The Game Awards 2016                                       | 1 tháng 12, 2016  | Trò chơi được đánh giá tích cực nhất                     | Đoạt giải | [ 146 ]         |
| 2017 Teen Choice Awards                                    | 13 tháng 8, 2017  | Trò chơi điện tử do khán giả bầu chọn                    | Đề cử     | [ 147 ]         |
| Japan Game Awards                                          | 21 tháng 9, 2017  | Giải thưởng lớn nhất                                     | Đoạt giải | [ 148 ]         |
| BBC Radio 1's Teen Awards                                  | 22 tháng 10, 2017 | Trò chơi xuất sắc nhất                                   | Đề cử     | [ 149 ]         |
| Golden Joystick Awards                                     | 17 tháng 11, 2017 | Thiết kế đồ hoạ xuất sắc nhất                            | Đề cử     | [ 150 ] [ 151 ] |
| Golden Joystick Awards                                     | 17 tháng 11, 2017 | Âm thanh xuất sắc nhất                                   | Đoạt giải | [ 150 ] [ 151 ] |
| Golden Joystick Awards                                     | 17 tháng 11, 2017 | Giải thưởng do nhà phê bình lựa chọn                     | Đoạt giải | [ 150 ] [ 151 ] |
| Golden Joystick Awards                                     | 17 tháng 11, 2017 | Trò chơi Nintendo của năm                                | Đoạt giải | [ 150 ] [ 151 ] |
| Golden Joystick Awards                                     | 17 tháng 11, 2017 | Trò chơi xuất sắc của năm                                | Đoạt giải | [ 150 ] [ 151 ] |
| The Game Awards 2017                                       | 7 tháng 12, 2017  | Trò chơi của năm                                         | Đoạt giải | [ 152 ]         |
| The Game Awards 2017                                       | 7 tháng 12, 2017  | Đạo diễn xuất sắc nhất                                   | Đoạt giải | [ 152 ]         |
| The Game Awards 2017                                       | 7 tháng 12, 2017  | Đạo diễn hình ảnh xuất sắc nhất                          | Đề cử     | [ 152 ]         |
| The Game Awards 2017                                       | 7 tháng 12, 2017  | Âm nhạc xuất sắc nhất                                    | Đề cử     | [ 152 ]         |
| The Game Awards 2017                                       | 7 tháng 12, 2017  | Thiết kế âm thanh xuất sắc nhất                          | Đề cử     | [ 152 ]         |
| The Game Awards 2017                                       | 7 tháng 12, 2017  | Trò chơi hành động/khám phá xuất sắc nhất                | Đoạt giải | [ 152 ]         |
| New York Game Awards                                       | 24 tháng 1, 2018  | Giải thưởng Big Apple cho Trò chơi xuất sắc nhất của năm | Đoạt giải | [ 153 ]         |
| New York Game Awards                                       | 24 tháng 1, 2018  | Giải thưởng Tin Pan Alley cho Âm nhạc xuất sắc nhất      | Đề cử     | [ 153 ]         |
| New York Game Awards                                       | 24 tháng 1, 2018  | Giải thưởng Statue of Liberty cho Thế giới xuất sắc nhất | Đoạt giải | [ 153 ]         |
| D.I.C.E. Awards                                            | 22 tháng2, 2018   | Trò chơi của năm                                         | Đoạt giải | [ 154 ]         |
| D.I.C.E. Awards                                            | 22 tháng2, 2018   | Đạo diễn hình ảnh xuất sắc                               | Đề cử     | [ 154 ]         |
| D.I.C.E. Awards                                            | 22 tháng2, 2018   | Kĩ thuật xuất sắc                                        | Đề cử     | [ 154 ]         |
| D.I.C.E. Awards                                            | 22 tháng2, 2018   | Trò chơi thể loại khám phá của năm                       | Đoạt giải | [ 154 ]         |
| D.I.C.E. Awards                                            | 22 tháng2, 2018   | Thiết kế trò chơi xuất sắc                               | Đoạt giải | [ 154 ]         |
| D.I.C.E. Awards                                            | 22 tháng2, 2018   | Đạo diễn trò chơi xuất sắc                               | Đoạt giải | [ 154 ]         |
| Giải thưởng National Academy of Video Game Trade Reviewers | 13 tháng 3, 2018  | Đạo diễn hình ảnh, Siêu nhiên                            | Đoạt giải | [ 155 ] [ 156 ] |
| Giải thưởng National Academy of Video Game Trade Reviewers | 13 tháng 3, 2018  | Thiết kế điều khiển, 3D                                  | Đề cử     | [ 155 ] [ 156 ] |
| Giải thưởng National Academy of Video Game Trade Reviewers | 13 tháng 3, 2018  | Thiết kế trò chơi, dòng trò chơi                         | Đề cử     | [ 155 ] [ 156 ] |
| Giải thưởng National Academy of Video Game Trade Reviewers | 13 tháng 3, 2018  | Trò chơi xuất sắc của năm                                | Đề cử     | [ 155 ] [ 156 ] |
| Giải thưởng National Academy of Video Game Trade Reviewers | 13 tháng 3, 2018  | Trò chơi, dòng trò chơi cho Gia đình                     | Đề cử     | [ 155 ] [ 156 ] |
| Giải thưởng National Academy of Video Game Trade Reviewers | 13 tháng 3, 2018  | Phối nhạc, dòng trò chơi                                 | Đoạt giải | [ 155 ] [ 156 ] |
| SXSW Gaming Awards                                         | 17 tháng 3, 2018  | Âm nhạc xuất sắc                                         | Đề cử     | [ 157 ] [ 158 ] |
| SXSW Gaming Awards                                         | 17 tháng 3, 2018  | Hoạt hoạ xuất sắc                                        | Đề cử     | [ 157 ] [ 158 ] |
| SXSW Gaming Awards                                         | 17 tháng 3, 2018  | Đồ hoạ xuất sắc                                          | Đề cử     | [ 157 ] [ 158 ] |
| SXSW Gaming Awards                                         | 17 tháng 3, 2018  | Lối chơi xuất sắc                                        | Đoạt giải | [ 157 ] [ 158 ] |
| SXSW Gaming Awards                                         | 17 tháng 3, 2018  | Thiết kế trò chơi xuất sắc                               | Đoạt giải | [ 157 ] [ 158 ] |
| SXSW Gaming Awards                                         | 17 tháng 3, 2018  | Trò chơi điện tử của năm                                 | Đoạt giải | [ 157 ] [ 158 ] |
| Game Developers Choice Awards                              | 21 tháng 3, 2018  | Âm thanh xuất sắc nhất                                   | Đoạt giải | [ 159 ] [ 160 ] |
| Game Developers Choice Awards                              | 21 tháng 3, 2018  | Thiết kế xuất sắc nhất                                   | Đoạt giải | [ 159 ] [ 160 ] |
| Game Developers Choice Awards                              | 21 tháng 3, 2018  | Giải thưởng sáng tạo                                     | Đề cử     | [ 159 ] [ 160 ] |
| Game Developers Choice Awards                              | 21 tháng 3, 2018  | Công nghệ xuất sắc                                       | Đề cử     | [ 159 ] [ 160 ] |
| Game Developers Choice Awards                              | 21 tháng 3, 2018  | Đồ hoạ xuất sắc                                          | Đề cử     | [ 159 ] [ 160 ] |
| Game Developers Choice Awards                              | 21 tháng 3, 2018  | Trò chơi của năm                                         | Đoạt giải | [ 159 ] [ 160 ] |
| Giải thưởng British Academy Games lần thứ 14               | 12 tháng 4, 2018  | Thành tựu trong nghệ thuật                               | Đề cử     | [ 161 ] [ 162 ] |
| Giải thưởng British Academy Games lần thứ 14               | 12 tháng 4, 2018  | Trò chơi xuất sắc nhất                                   | Đề cử     | [ 161 ] [ 162 ] |
| Giải thưởng British Academy Games lần thứ 14               | 12 tháng 4, 2018  | Thiết kế trò chơi xuất sắc                               | Đề cử     | [ 161 ] [ 162 ] |
| Giải thưởng British Academy Games lần thứ 14               | 12 tháng 4, 2018  | Trò chơi sáng tạo                                        | Đoạt giải | [ 161 ] [ 162 ] |
| Giải thưởng British Academy Games lần thứ 14               | 12 tháng 4, 2018  | Âm nhạc xuất sắc                                         | Đề cử     | [ 161 ] [ 162 ] |
| 2018 Teen Choice Awards                                    | 12 tháng 8, 2018  | Trò chơi được bình chọn nhiều nhất                       | Đề cử     | [ 163 ] [ 164 ] |